# كريستين بروسبيري
كريستين بروسبيري (بالإنجليزية: Cristine Prosperi)‏ هي ممثلة كندية ولدت في يوم 7 أبريل 1993 في مدينة تورونتو في كندا. بدأت التمثيل في سنة 2006، مثلت في مسلسل دغراسي: الجيل التالي ومسلسل يوميات مادي ومسلسل قلب مفتوح والذي عرض على قناة تين نيك.